# Sukowilangun
Sukowilangun is een bestuurslaag in het regentschap Malang van de provincie Oost-Java, Indonesië. Sukowilangun telt 5514 inwoners (volkstelling 2010).